# Shinzō Hotta
Shinzō Hotta (堀田 眞三, Hotta Shinzō), né le 10 octobre 1945 à Kumamoto au Japon, est un acteur japonais. 
En France, il a été rendu célèbre par son rôle de Komenor dans la série San Ku Kaï.

## Séries télévisées
- 1979 : San Ku Kaï
- 1979-1980 : Kamen Rider